# Kościół Wniebowzięcia Najświętszej Maryi Panny w Racławicach Śląskich
Kościół Wniebowzięcia Najświętszej Maryi Panny w Racławicach Śląskich – rzymskokatolicki kościół parafialny w Racławicach Śląskich, należący do parafii Wniebowzięcia Najświętszej Maryi Panny w Racławicach Śląskich, w dekanacie Głogówek, diecezji opolskiej.

## Historia
Pierwszy kościół w Racławicach Śląskich, pod wezwaniem św. Katarzyny i św. Barbary, został wzniesiony w drugiej połowie XIV wieku w okresie panowania księcia Władysława Opolczyka. Pierwsza wzmianka o istnieniu kościoła pochodzi z 1371.
Na początku XVIII wieku rozpoczęła się publiczna adoracja obrazu Zbawionej Dziewicy z Dzieciątkiem Jezus nazywany także Maryją Pocieszycielką, a współcześnie Matką Boską Racławicką, uznawanego za cudowny. Do Racławic Śląskich przybywały tłumy pielgrzymów w licznych procesjach. Proboszcz Scharke w 1758 zdecydował się na przebudowę kościoła. Po poświęceniu rozbudowanego kościoła i po dniu pielgrzymowania w nocy zawaliło się sklepienie i dach świątyni. Nietknięty pozostał jedynie ołtarz główny z obrazem Matki Boskiej.
Przez następne lata gromadzono fundusze na budowę nowego kościoła. Prace budowlane rozpoczęto w 1787 według projektu Michała Clement z Karniowa. Świątynia została poświęcona 8 grudnia 1789 przez prałata Franza Richtera z Głogówka. Wieża kościoła została dobudowana w 1805 roku. Podczas śnieżycy 14 lutego 1846 w wieżę kościoła uderzył piorun. Zapaliło się jej drewniane wnętrze, dzwony spadły i częściowo się roztopiły. Rok później wieża otrzymała szpic w kształcie piramidy oraz nowe dzwony. W 1858 na wieży zawisł zegar.
Po zakończeniu II wojny światowej w 1945, polscy przesiedleńcy z Kresów Wschodnich przywieźli do Racławic Śląskich obraz Matki Boskiej Buszczeckiej z kościoła Wniebowzięcia Najświętszej Maryi Panny w Buszczu. Proboszcz Zygmunt Mikluszka doprowadził do zmiany tytułu kościoła na wezwanie Wniebowzięcia Najświętszej Maryi Panny. 15 sierpnia 1974 poświęcono nowy ołtarz, przebudowany na wzór ołtarzu w Buszczu.

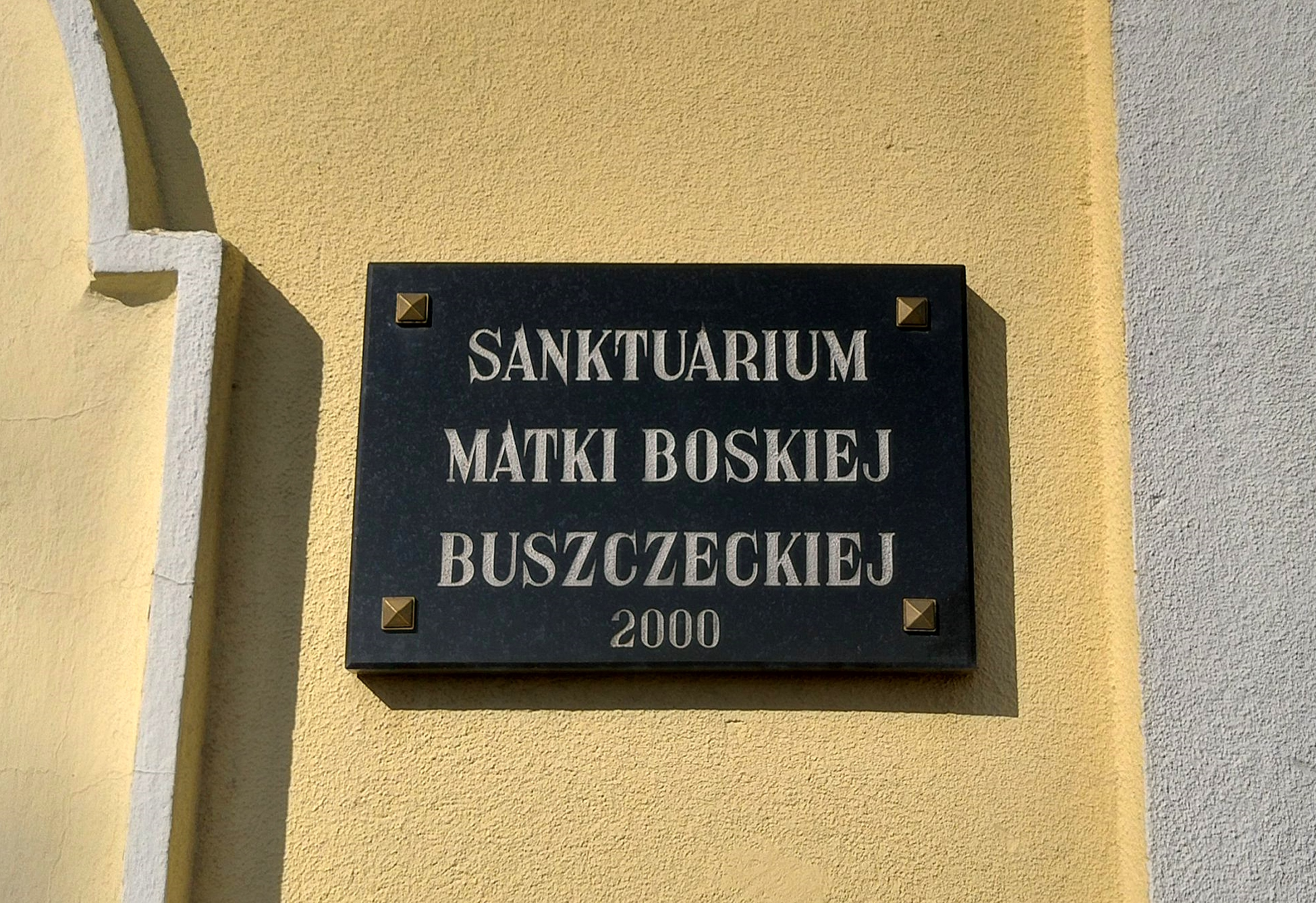
Tablica upamiętniająca nadanie kościołowi statusu sanktuarium

Biskup opolski Alfons Nossol w 2000 podniósł kościół parafialny do godności sanktuarium na czas roku jubileuszowego. W 2008 przy kościele zbudowano dom przedpogrzebowy.

## Architektura
Kościół zbudowano w stylu barokowym. Usytuowany jest na wzniesieniu zwanym Szkolnym Wzgórzem, w centrum miejscowości. Wewnątrz kościoła znajduje się obraz Matki Boskiej Racławickiej oraz obraz Matki Boskiej Buszczeckiej, przywieziony w 1945 z kościoła Wniebowzięcia Najświętszej Maryi Panny w Buszczu.